# Neosemidalis (Neosemidalis) nervalis
Neosemidalis (Neosemidalis) nervalis is een insect uit de familie van de dwerggaasvliegen (Coniopterygidae), die tot de orde netvleugeligen (Neuroptera) behoort. 
Neosemidalis (Neosemidalis) nervalis is voor het eerst wetenschappelijk beschreven door Meinander in 1972.